# 千鳥 (千鳥型水雷艇)
| 千鳥                          | |
| 艦歴                          | |
| 計画                          | ①計画 |
| 建造所                        | 舞鶴工作部 |
| 起工                          | 1931年10月13日 |
| 進水                          | 1933年4月1日 |
| 就役                          | 1933年11月20日竣工 |
| その後                        | 1944年12月22日戦没 |
| 除籍                          | 1945年2月10日 |
| 要目（竣工時→復原性能改善後） | |
| 排水量                        | 基準：535英トン 公試：615トン → 772トン                                                                                      |
| 全長                          | 82.00m |
| 全幅                          | 7.40m（バルジを除く） |
| 吃水                          | 2.00 → 2.30m |
| 機関                          | ロ号艦本式缶2基 艦本式タービン2基 2軸、11,000馬力                                                                            |
| 速力                          | 30.0ノット → 28ノット |
| 航続距離                      | 14ノットで3,000海里 |
| 燃料                          | 重油：120トン |
| 乗員                          | 不明 → 120名 |
| 兵装 （竣工時）               | 50口径12.7センチ連装砲1基 同単装砲1基 13mm機銃1挺 53センチ連装魚雷発射管2基4門 （魚雷8本） 爆雷投射機1基 爆雷 単艦式大掃海具 |
| 兵装 （1935年）               | 45口径三年式12センチ単装砲3基 13mm機銃1挺 53センチ魚雷連装発射管1基2門 （魚雷2本） 爆雷投射機1基 爆雷 単艦式大掃海具         |
| 同型艇                        | 4隻 |

千鳥（ちどり）は、日本海軍の水雷艇。千鳥型の1番艇である。ロンドン軍縮条約の影響によりミニ駆逐艦ともいえるほど重武装の艦艇であったが、同型艇「友鶴」が演習中転覆するという友鶴事件を引き起こし、改善工事を実施した。艇名としては隼型水雷艇の4番艇「千鳥」に続いて2代目。

## 艇歴

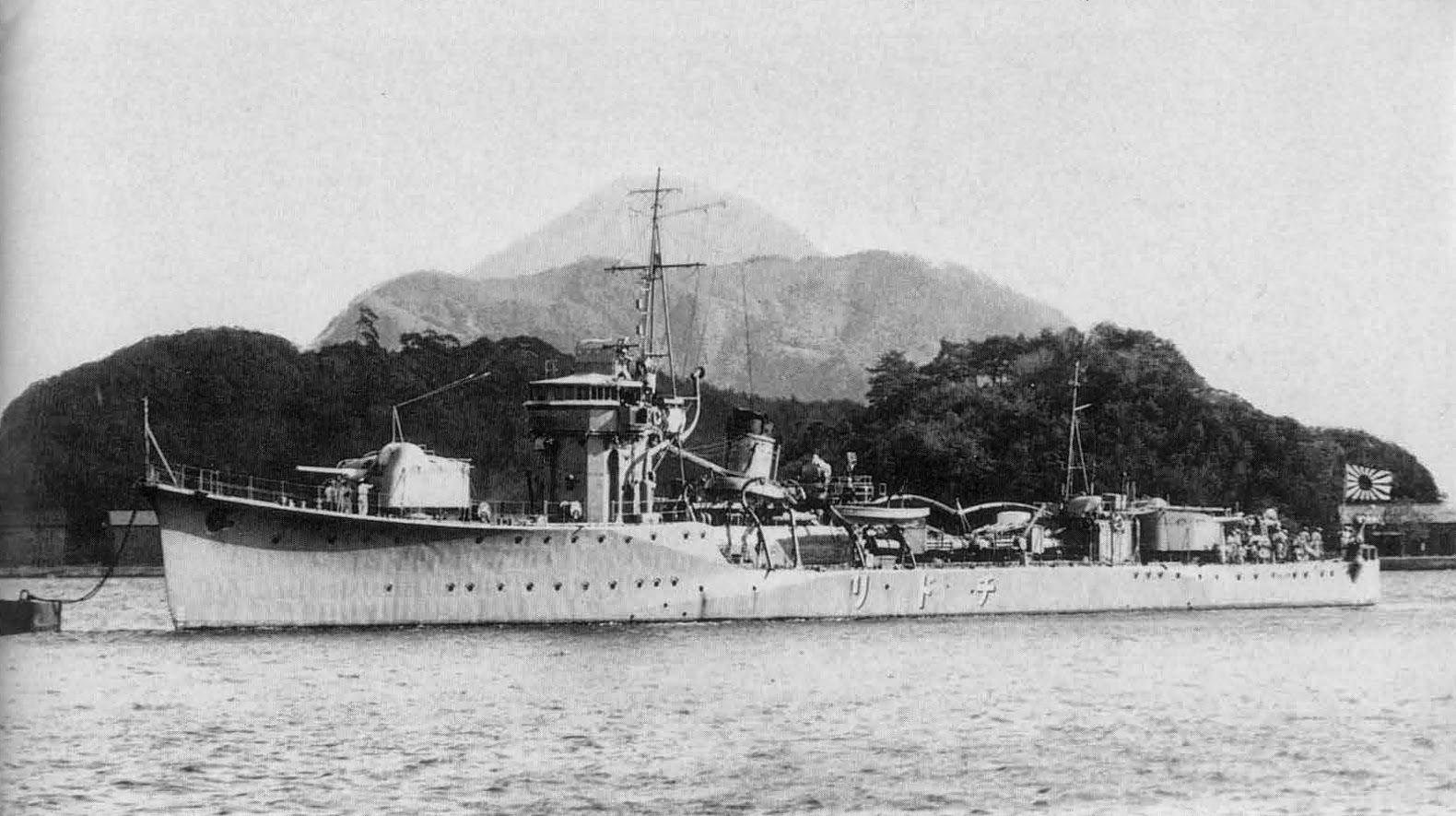
復原性能改善工事前の「千鳥」

1931年（昭和6年）に舞鶴工作部で起工。600トンというサイズに過大な武装が施されたため、公試排水量で計画より15%もオーバーし復原性能が不足していた。そのためバラスト40トンを搭載したがそれでも転舵の際に大傾斜を生じ、舷側にバルジを装着することで復原性能を改善して1933年（昭和8年）11月に竣工した。佐世保鎮守府籍に編入され予備水雷艇となる。1934年（昭和9年）1月、同型艇「真鶴」と第21水雷隊を編成。
1934年3月に3番艇「友鶴」が荒天のため転覆、殉職者72名を含む総数100名の犠牲者を出すという事故（友鶴事件）が起こった。当日の千鳥は友鶴とともに夜襲訓練に従事し、訓練打ち切りを受けて「龍田」「千鳥」「友鶴」の順に佐世保へ向かった。友鶴が続航していないことに気づいた千鳥は龍田に連絡するとともに捜索に着手したが、龍田より帰投を命じられ、捜索を断念し帰投した。
調査の結果、千鳥型を含む藤本喜久雄造船少将が設計していた艦は、復原性の不足が指摘され、すでに完成していた3隻を含めた完成艦は改善工事が行われ、4番艇「初雁」は建造中だったため性能改善を施して竣工している。
主な工事内容は以下の通り。
- バルジの撤去
- 艦底にバラストキールを取り付けバラスト98トンを搭載する。
- 艦橋を1段低める。
- 12.7cm砲（砲塔形式）3門を12cm単装砲3門と交換。
- 魚雷発射管は4門から2門へ、魚雷搭載数は予備魚雷を含めて8本搭載が発射管のみの2本に減少。

これらの工事により復原性能は改善されたが兵装は大幅に減少し排水量は公試状態で772トンにまで増加、速力は28ノットまで低下した。
1935年（昭和10年）に第四艦隊事件が起き千鳥型も1936年（昭和11年）8月から11月にかけて改善工事が行われた。詳細は明らかでないが他艦ほど大きな問題にはならなかったようである。ただ速力は更に低下し27ノットほどだったと言われる。
1936年（昭和11年）12月に第21水雷隊を同型艇4隻で編成し中国方面へ進出、上陸支援や封鎖作戦などに従事した。太平洋戦争開戦後は緒戦は南方の攻略作戦を支援、その後は船団護衛などに従事した。
1943年（昭和18年）1月14日、潮岬沖でアメリカ潜水艦「パイク」の潜望鏡を発見し、爆雷攻撃を行った。12月4日、横浜港内で敷設艇「猿島」と接触、艇体を損傷したが護衛任務に支障はなかった。12月23日より横須賀工廠で入渠修理し、年末に出渠。
1944年（昭和19年）11月16日、4115船団の護衛中父島東方で敵潜水艦を探知、爆雷32個を投下。油浮上と音響探知結果から撃沈確実を報告。11月25日、第三海上護衛隊に編入され、横須賀鎮守府部隊 東京湾西航路部隊に編入。12月21日に鳥羽港を出港し護衛任務中、12月22日に御前崎西方で米潜「タイルフィッシュ」の雷撃を受け沈没した。

## 歴代艇長
艤装委員長
- 山田勇助 少佐：1933年5月25日 - 1933年7月27日[5]

艇長
- 山田勇助 少佐：1933年7月27日 - 1934年11月15日[5]
- 田中正雄 少佐：1934年11月15日[6] - 1935年6月15日[7]
- 赤沢次寿雄 少佐：1935年6月15日 - 1936年6月15日[8]
- 林幸市 大尉：1936年6月15日[9] - 1936年12月1日[10]
- 愛甲文雄 少佐：1936年12月1日[10] - 1937年3月30日[11]
- （兼）堤恭三 少佐：1937年3月30日[11] - 1937年7月28日[12]
- 松元秀志 少佐：1937年7月28日[12] - 1937年12月1日[13]
- （兼）堤恭三 少佐：1937年12月1日[13] - 1938年1月30日[14]
- 久保木英雄 少佐：1938年1月30日[14] - 1938年8月25日[15]
- 坂元常男 少佐：1938年8月25日[15] - 1938年12月15日[16]
- 稲葉通宗 少佐：1938年12月15日[16] - 1939年3月20日[17]
- （兼）肝村正明 大尉：1939年3月20日[17] - 1939年10月5日[18]
- 橋本正雄 大尉：1939年10月5日[18] - 1940年4月1日[19]
- 中尾小太郎 大尉：1940年4月1日 - 1940年10月15日[20]
- 池田周作 大尉：1940年10月15日 - 1941年9月10日[21]
- 森新一 大尉：1941年9月10日 -
- 中村苫夫 大尉：1942年7月10日 -
- 桑原哲郎 大尉：1943年2月1日 - 1943年5月15日[4]
- 松村総一郎 予備少佐：1943年5月15日[4] - 1944年5月26日[4]
- 中村貞彦 予備少佐：1944年5月26日[4] -